# Parco seminazionale di Echizen-Kaga Kaigan
Il Parco seminazionale di Echizen-Kaga Kaigan (越前加賀海岸国定公園?, Echizen-Kaga Kaigan Kokutei Kōen) è un parco seminazionale situato nella costa tra la prefettura di Fukui e quella di Ishikawa, in Giappone.

## Municipalità
Il parco di Echizen-Kaga Kaigan fu istituito nel 1968. Essendo un parco seminazionale è gestito dalla prefettura in cui è situato sotto la supervisione del Ministero dell'Ambiente giapponese. Per la prefettura di Fukui sono responsabili i comuni di Awara, Echizen, Fukui, Minamiechizen, Sakai e Tsuruga. Per la prefettura di Ishikawa è responsabile il comune di Kaga.

## Siti di interesse
| Sito                            | Foto | Descrizione |
| ------------------------------- | ---- | --- |
| Area costiera di Echizen-kaigan |      | Area costiera lunga 100 chilometri sul Mar del Giappone che va dalla baia di Tsuruga fino al centro di Fukui. È caratterizzata da un clima mite. |
| Bushugaike                      |      | Lago situato tra Fukui, il distretto di Nyū e la cittadina di Echizen.                                                                           |
| Echizen-misaki                  |      | Capo della costa di Echizen che si erge a picco sul mare. È una delle principali attrazioni turistiche del parco.                                |
| Gamejima                        |      | Isola al largo della costa Echizen-kaigan. |
| Kasamisaki                      |      | Faro che si trova nella parte occidentale del parco. È possibile visitarlo e fare una passeggiata nelle vicinanze.                               |
| Katano Kamoike                  |      | Zona umida a 1 chilometro di distanza dal Mar del Giappone.                                                                                      |
| Kitagatako                      |      | Lago che si estendono lungo la Japan National Route 305.                                                                                         |
| Kochōmon                        |      | Galleria naturale scavata nella roccia dagli eventi atmosferici.                                                                                 |
| Naka-ikemi                      |      | Zona umida. |
| Oshima                          |      | Isola di 10,2 ettari. |
| Tōjinbō                         |      | Serie di falesie di basalto sul Mar del Giappone.                                                                                                |